# パリス (ケンタッキー州)
パリス（Paris）は、アメリカ合衆国ケンタッキー州の都市。バーボン郡の郡庁所在地である。人口は1万0171人（2020年）。レキシントンの北東30キロメートルに位置している。市内をリッキング川の支流ストーナーフォークが流れている。

## 歴史

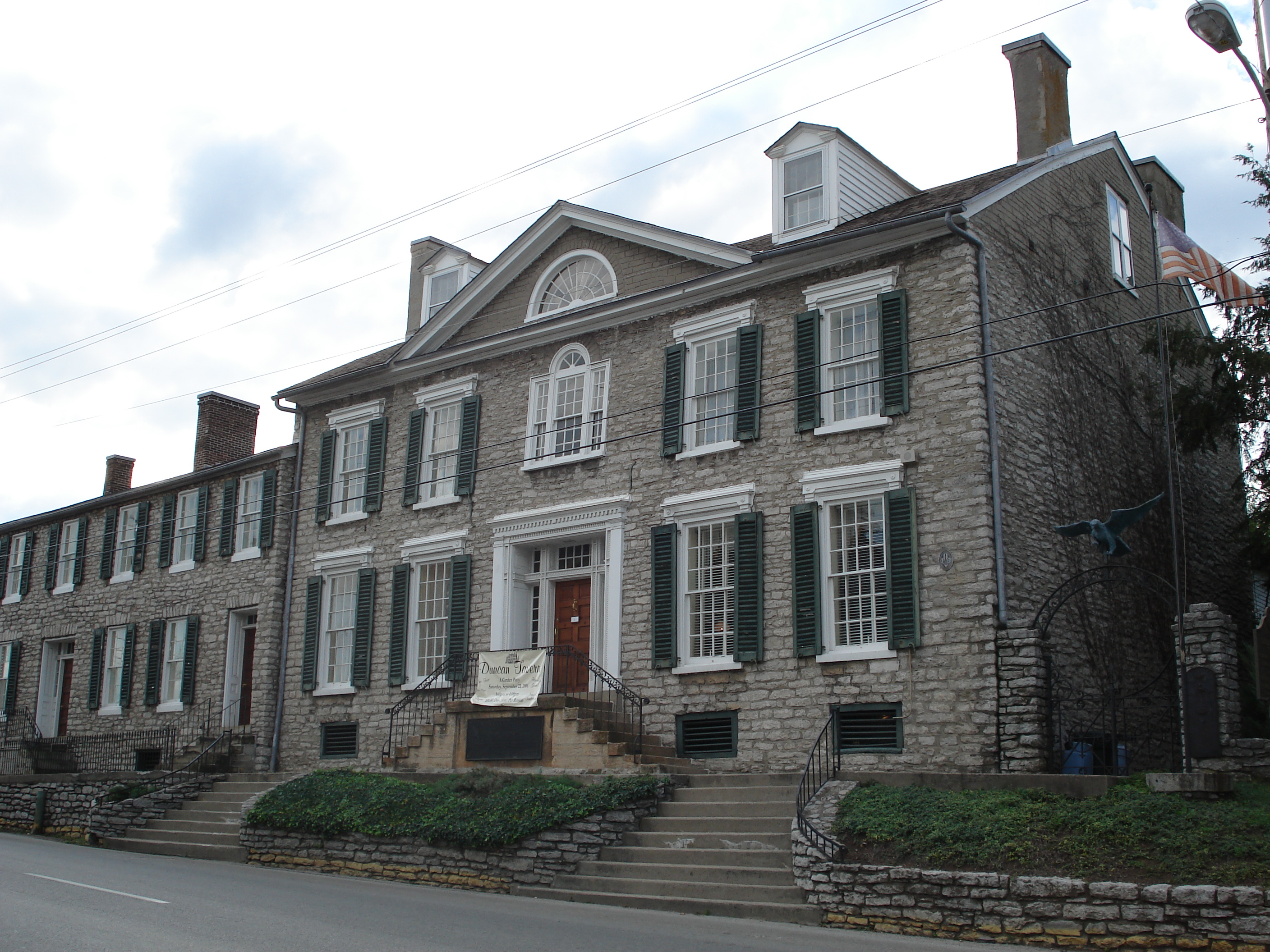
ダンカン・タヴァーン

この地の歴史はジョセフ・ヒューストンが1776年にこの地域に駅を設置したのが始まりであったが、土地供与のために移転を余儀なくされた。1786年、ローレンス・プロッツマンは、現在のパリスの地域を所有者から購入し、 250エーカー (100 ha)の土地を区画整理、そしてバージニア州議会に公共の建物と土地を提供し、バーボン郡の新設とともにその郡庁を置かせた。この町は1789年にブロッツマンの故郷であったニュージャージー州の地名にちなんでホープウェルという名前で発足したが、その翌年にアメリカ独立戦争中にフランスに支援されたことを称え、同国の首都と同じパリス（パリ）に改名した。
郵便局の記録においては、19世紀初頭に一時的にバーボンタウンまたはバーボントンと呼ばれていたが、この名前が町自体に正式に適用されたという証拠はない。
パリスは、フランスのラモット=ブーヴロンと姉妹都市提携を結んでいる。

## 地理
アメリカ合衆国国勢調査局によると、この都市の総面積は15.5平方キロメートル (6.0 sq mi)、そのうち15.4平方キロメートル (5.9 sq mi)は土地であり、残りの0.52%（0.1平方キロメートル (0.04 sq mi)）が水面積にあたる。

## 人口統計
2000年の国勢調査の時点で、市内には9,183人、3,857世帯、2,487家族が居住している。人口密度は1,351.2毎平方マイル (521.7/km2)。都市の人種構成は、84.23％が白人、12.71％がアフリカ系アメリカ人、0.16％がネイティブアメリカン、0.16％がアジア人、1.35％が他の人種、1.38％が混血であった。あらゆる人種のヒスパニックまたはラティーノは人口の2.62％であった。
世帯数は3,857世帯で、そのうち31.9％が18歳未満の子供を同居させ、43.8％が夫婦同居、16.5％が夫のいない女性世帯主、35.5％が非家族であった。全世帯の31.2％は個人で構成されており、14.2％は65歳以上の一人暮らしの人がいる。1世帯あたりの平均人数は2.33人であり、家庭の場合は、2.90人である。
市内の人口は18歳未満が25.3％、18歳から24歳が9.0％、25歳から44歳が28.5％、45歳から64歳が21.6％、65歳以上が15.7％と分散している。年齢の中央値は36歳。男女比は女性100人に対して男性は88.9人、18歳以上の女性100人に対して男性は82.7人であった。
市内の世帯の収入の中央値は30,872ドルで、家族の収入の中央値は37,358ドル。男性の収入の中央値は29,275ドルであったが、女性の収入は21,285ドルであった。市の一人当たりの収入は16,645ドル。 18歳未満の24.2％と65歳以上の15.9％を含め、家族の約17.5％と人口の17.8％が貧困線以下である。

## 教育
パリスには公立図書館、パリスバーボンカウンティ図書館が存在する。

## 芸術と文化
パリスのメインストリートは、ダウンタウンの歴史的建造物の保存と活性化に多くの時間、労力、金銭が費やされてきた。ルネッサンス・オン・メインと国との協力による、パリスのメインストリートプログラムは1992年から始まった。このプログラムはケンタッキーの繁華街で活気に満ちた経済的に健全な開発を活性化および維持するための措置を講じるためのもので、2006年から2008年にかけて、15棟の建物がこのプロジェクトの助成金によって改装が施された。
また、ダウンタウンの「Paris ARTWALK」はメインストリートプログラムが後援し、ミランダ・レイノルズとスティーブ・ウォルトンが設立した社会的・芸術的イベントで、同地区を代表するイベントとなった。

## 著名人
- ブラントン・コリアー（1906–1983）、 1964年チャンピオンのクリーブランドブラウンズのNFLコーチ
- ウィリアム・パターソン・アレクサンダー（1805–1884）、ハワイの宣教師
- ビル・アルンスパルガー（1926–2015）、フットボールのコーチ、ニューヨーク・ジャイアンツのヘッドコーチ
- デビッド・ディック（1930–2010）、 CBSニュース特派員で、バーボン郡に引退した。 1985年、ケンタッキー大学で教鞭をとり、農業を営み、著者兼出版社に勤務[19]
- ジョセフ・ダンカン（1794–1844）、イリノイ州第6知事[20]
- ウィリアム・リー・D・ユーイング（1795–1846）、イリノイ州第5知事[21]
- ジョン・フォックス・ジュニア（1862–1919）、 『王国の小さな羊飼い』と『孤独な松の道』の著者
- ギャレット・モーガン（1877–1963）、トライステート信号機と緊急呼吸装置の発明者[22]
- サニー・オーバーリー、ケンタッキー州下院議員[23]
- ジョージ・スナイダー、銀細工職人、時計職人、そして現代のベイトキャスティングフィッシングリールの発明者
- ロバート・トリンブル、合衆国最高裁判所陪席裁判官